# Khiara Bridges
Khiara M. Bridges is een Amerikaanse antropologe, gespecialiseerd in de snijpunten van ras, reproductieve rechtvaardigheid en recht. Ze is vooral bekend om haar boek Reproducing Race: An Ethnography of Pregnancy as a Site of Racialization, waarin ze stelt dat ras en klasse grotendeels van invloed zijn op de prenatale, bevalling en postnatale ervaringen van vrouwen.
In 2011 ontving Bridges een eervolle vermelding voor de Delmos Jones en Jagna Sharff Memorial Book Prize voor Kritisch Onderzoek naar Noord-Amerika.

## Opleiding
In 1999 voltooide Bridges haar bachelor's degree in sociologie na drie jaar gestudeerd te hebben aan het Spelman College, waar ze diende als valedictor en summa cum laude geslaagd is. Daarna studeerde Bridges rechten, wat ze in 2002 afrondde met een J.D. aan de Columbia University School of Law. Bridges behaalde haar doctoraat in antropologie aan de Columbia University in 2008.

## Loopbaan
Bridges is hoogleraar in de rechten en docent antropologie aan de Boston University School of Law. Ze heeft talrijke tijdschriftartikelen en het boek Reproducing Race: An Ethnography of Pregnancy as a Site of Racialization gepubliceerd. Zij is lid van de Raad van Bestuur van de Nationale Advocaten voor Zwangere Vrouwen (NAPW) en van de Academische Adviesraad voor Rechtenstudenten voor Reproductieve Rechtvaardigheid. Bridges is co-redacteur van een boekenserie van de University of California Press over reproductieve rechtvaardigheid..